# Вашингтон (окръг, Канзас)
Вижте пояснителната страница за други населени места с името Вашингтон.
Окръг Вашингтон (на английски: Washington County) е окръг в щата Канзас, Съединени американски щати. Площта му е 2328 km², а населението - 6009 души. Административен център е град Вашингтон.